# Platinum Christmas
Platinum Christmas es un álbum recopilatorio lanzado por Jive Records.  El álbum contiene 16 temas interpretados por artistas de Jive Records.

## Lista de canciones
1. «My Only Wish (This Year)» - Britney Spears - 4:15 (Brian Kierulf; Josh Schwartz; Britney Spears)
2. «Grown-Up Christmas List» - Monica - 4:20 (David Foster; Linda Thompson-Jenner)
3. «This Christmas» - Joe - 3:06 (Donny Hathaway; Hathaway McKinnor)
4. «I Don't Wanna Spend One More Christmas Without You» - *NSYNC - 4:02 (Andrew Fromm; J. Franzel; S. Linzer)
5. «Silent Night / Noche de Paz» - Christina Aguilera - 4:49 (Franz Xaver Gruber; Joseph Mohr)
6. «Posada (Pilgrimage To Bethlehem)» - Santana - 5:22 (B. Rietveld)
7. «Little Drummer Boy» - Jars of Clay - 4:20 (Harry Simeone; Henry Onorati; Katherine Davis)
8. «Christmas Song» - Dave Matthews - 4:59 Dave Matthews
9. «Christmas Day» - Dido - 4:02 (Dido Armstrong; Rollo Armstrong)
10. «Merry X-Mas Everybody» - Steps - 3:38 (Jim Lea; N. Holder)
11. «Christmas Time» - Backstreet Boys - 4:16 (J. Smith; J. Wright; Veit Renn)
12. «World Christmas» - R. Kelly - 4:03 (R. Kelly)
13. «My Gift to You» - Donell Jones - 3:41 (James Harris; S.T. Lewis)
14. «Sleigh Ride» - TLC - 3:44 (Leroy Anderson; Mitchell Parish)
15. «The Christmas Song (Chestnuts Roasting On An Open Fire)» - Toni Braxton - 3:25 (Mel Tormé; Robert Wells)
16. «Who Would Imagine a King» - Whitney Houston - 3:31 (Hill, H. Hilton; M. Warren)